# Charly Gaul

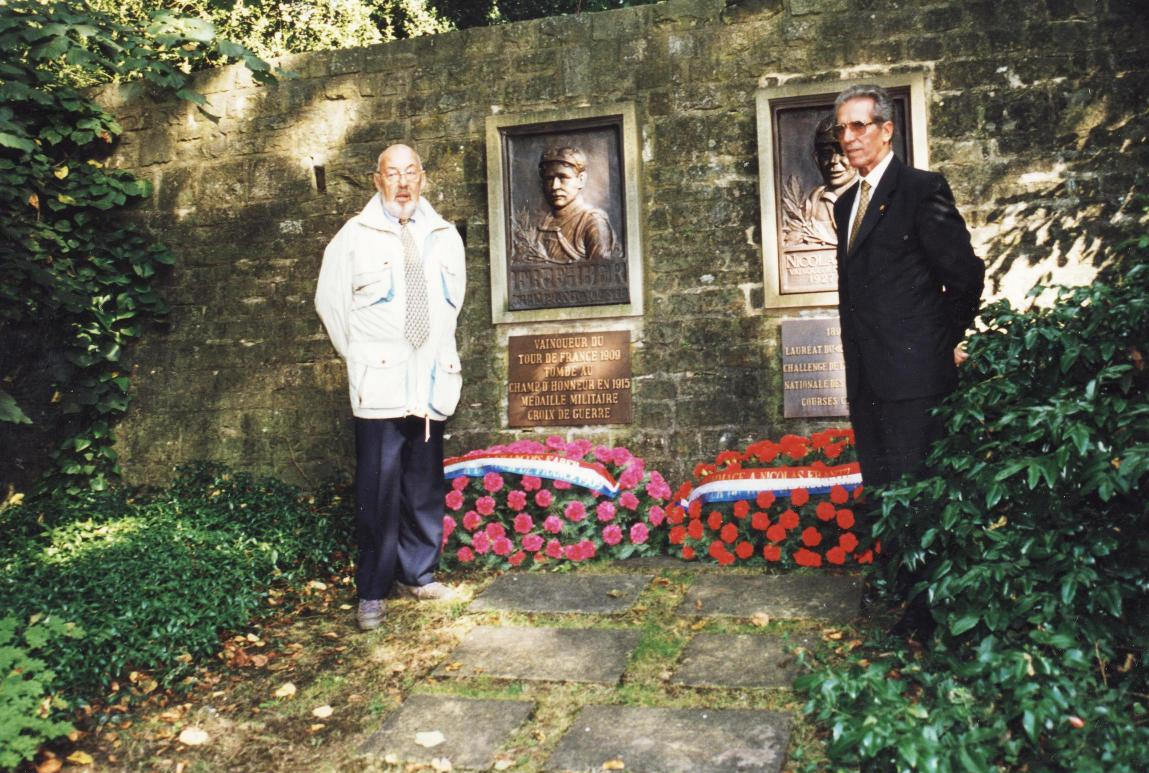
Gaul i Federico Martín Bahamontes al Memorial François et Nicolas Frantz l'any 1988.

Charly Gaul (Pfaffenthal, 8 de desembre de 1932 - Luxemburg, 6 de desembre de 2005) va ser un ciclista luxemburguès que fou professional entre 1953 i 1965.
Era anomenat le Grimpeur ailé (el Grimpador alat) i l'Ange de la montagne (l'Àngel de la muntanya). Ha sigut un dels millors especialistes en etapes de muntanya, especialment quan les condicions meteorològiques eren dolentes, quan era capaç d'aconseguir diferències gegantines i provocar un tomb radical a la classificació general.
Va obtenir grans victòries, entre elles dos Giro d'Itàlia i un Tour de França. El fet de ser d'un país petit el va obligar a participar sovint en equips mixtos al Tour de França, ja que en aquells anys era disputat per equips nacionals. Això el perjudicà, ja que no comptava amb bons gregaris i sovint sols podia refiar de Marcel Ernzer.

## Palmarès
- 1950
  - 1r al Gran Premi General Patton
- 1951
  - 1r a la Fletxa del sud
  - 1r al Gran Premi General Patton
- 1953
  - 1r a la Fletxa del sud
- 1954
  -  Campió de Luxemburg de ciclo-cross
  - 1r del Circuit de les 6 províncies
  - Vencedor d'una etapa a la Volta a Luxemburg
  - Vencedor d'una etapa i del Gran Premi de la Muntanya al Critèrium del Dauphiné Libéré
- 1955
  - 1r del Tour del Sud-est i vencedor d'una etapa
  - Vencedor de 2 etapes i del Gran Premi de la Muntanya al Tour de França
- 1956
  -  Campió de Luxemburg en ruta
  -  1r del Giro d'Itàlia i vencedor de 3 etapes
  - 1r de la Volta a Luxemburg i vencedor d'una etapa
  - Vencedor de 2 etapes i del Gran Premi de la Muntanya al Tour de França
- 1957
  -  Campió de Luxemburg en ruta
  - Vencedor de 2 etapes al Giro d'Itàlia
  - Vencedor d'una etapa a la Volta a Luxemburg
- 1958
  -  1r del Tour de França i vencedor de 4 etapes
  - 1r de la pujada a Mont Faron
  - Vencedor d'una etapa al Giro d'Itàlia
- 1959
  -  Campió de Luxemburg en ruta
  -  1r del Giro d'Itàlia, vencedor de 3 etapes i del  Gran Premi de la Muntanya
  - 1r de la Volta a Luxemburg
  - Vencedor d'una etapa al Tour de França
- 1960
  -  Campió de Luxemburg en ruta
  - Vencedor d'una etapa al Giro d'Itàlia
- 1961
  -  Campió de Luxemburg en ruta
  - 1r de la Volta a Luxemburg i vencedor d'una etapa
  - Vencedor d'una etapa al Tour de França
  - Vencedor d'una etapa al Giro d'Itàlia
- 1962
  -  Campió de Luxemburg en ruta
  -  Campió de Luxemburg de ciclo-cross

### Resultats al Tour de França
- 1953. Abandona (6a etapa)
- 1954. Abandona (12a etapa)
- 1955. 3r de la classificació general, vencedor de 2 etapes i  1r del Gran Premi de la Muntanya
- 1956. 13è de la classificació general, vencedor de 2 etapes i  1r del Gran Premi de la Muntanya
- 1957. Abandona (2a etapa)
- 1958.  1r de la classificació general i vencedor de 4 etapes
- 1959. 12è de la classificació general i vencedor d'una etapa
- 1961. 3r de la classificació general i vencedor d'una etapa
- 1962. 9è de la classificació general
- 1963. Abandona (16a etapa)

### Resultats al Giro d'Itàlia
- 1956.  1r de la classificació general i vencedor de 3 etapes
- 1957. 4t de la classificació general i vencedor de 2 etapes
- 1958. 3r de la classificació general i vencedor d'una etapa
- 1959.  1r de la classificació general, vencedor de 3 etapes i  1r del Gran Premi de la Muntanya
- 1960. 3r de la classificació general i vencedor d'una etapa
- 1961. 4t de la classificació general i vencedor d'una etapa
- 1962. Abandona

### Resultats a la Volta a Espanya
- 1960. Abandona